# Divertimento per a orquestra de corda (Bartók)
Divertimento per a orquestra de corda Sz.113 BB.118 és una obra de tres moviments composta per Béla Bartók l'any 1939, amb partitura per a cordes orquestrals completes. Paul Sacher, un director suís, mecenes, empresari i fundador de l'orquestra de cambra Basler Kammerorchester, va encarregar a Bartók la composició del Divertimento, que ara se sap que és l'últim treball col·laboratiu de la parella. Es va estrenar a Basilea l'11 de juny de 1940 per l'Orquestra de Cambra de Basilea dirigida per Paul Sacher.

## Divertimento
El terme "Divertimento" (italià per "divertiment") denota una obra dissenyada principalment per a l'entreteniment tant dels oients com dels intèrprets. El divertimento va ser popularitzat en el període clàssic per Haydn, Boccherini i Mozart. Aquesta és una obra neoclàssica construïda al voltant de tonalitats modals, però no es pot definir simplement com una obra modernista ni estrictament neoclàssica. Una de les característiques neoclàssiques més evidents és el tractament de la textura. Sovint, un petit grup de solistes contrasta amb tota l'orquestra, fet que varia notablement la textura de l'obra. Això recorda el gènere barroc del Concerto Grosso, on un petit grup de solistes, el concertino, era contrastat i acompanyat per l'orquestra tutti, o el ripieno . Tot i que la tonalitat barroca està a l'abast, l'obra és en la seva majoria tonalment modernista. Dinàmicament, l'obra presenta contrastos aguts. L'obra també utilitza els elements fugals de la imitació, fugato, i conté una fuga de tres veus.

## Instrumentació i partitura
El Divertimento de Bartók està escrit per a orquestra de corda: violí I, II, viola, violoncel i contrabaix, tots els quals contenen seccions divisi. A diferència de la majoria de partitures orquestrals, s'especifica el nombre mínim de músics a cada secció de corda: 6 violins I, 6 violins II, 4 violes, 4 violoncels, 2 contrabaixos.

### Allegro non troppo
D'una durada típica de 8 minuts, el moviment d'obertura es presenta com un vals amb influències específiques "gitanes" evidents melòdicament, mitjançant l’ús de diversos modes i escales no tradicionals, i rítmicament, amb accents col·locats de manera irregular i ritmes sincopats extensos. Mètricament, el moviment es desenvolupa en compassos compostos canviants que, en certs moments, poden evocar tant una pulsació clara com una de més ambigua. El moviment es presenta en forma sonata estàndard, en consonància amb l’intent de Bartók de crear una obra neoclàssica. L’homenatge de Bartók al període barroc és evident en el tractament de l’orquestració d’aquest moviment. Es percep un clar contrast de textures entre un petit grup de solistes i la totalitat de l’orquestra, recordant el concerto grosso barroc. El material melòdic interpretat pel grup de solistes sovint adopta un estil imitatiu de fugato. L’harmonia de Bartók al llarg del moviment és típicament molt cromàtica i conté inflexions modals. En diversos moments, l’harmonia sembla imitar l’harmonia barroca tradicional, un fet que demostra clarament el caràcter neoclàssic de l’obra.

### Molto adagio
El segon moviment, de vuit minuts de durada, és una música molt lenta i fosca. Es presenta en forma ternària, una altra influència neoclàssica. Harmònicament i melòdicament, és menys tradicional i menys orientat al neoclassicisme que el moviment anterior, arribant en alguns moments a estirar la tonalitat fins al límit de l’atonalitat. Els tres temes del moviment s’imiten entre si, sovint mentre una altra veu encara no ha completat la seva frase melòdica. Aquesta tècnica crea un so dissonant i inquietant, reforçat pels forts contrastos dinàmics. Bartók introdueix algunes tècniques no convencionals en aquest moviment, com dobles cordes i diversos passatges amb harmònics. La textura torna a variar mitjançant el contrast entre els solistes i l’orquestra completa, tot i que menys que en el moviment anterior.

### Allegro assai
El moviment final, de sis minuts, és ràpid, amb un caràcter dansaire i estructurat en forma de rondó. Harmònicament, és més clarament modal i menys dissonant que el moviment anterior. Està ple d’imitacions, tant en solos individuals com en el conjunt orquestral. La variació de la textura es manté a través del contrast entre les veus solistes i l’orquestra completa. Dins del moviment hi ha una fuga a tres veus que culmina en una cadència solista de violí amb un caràcter gairebé recitatiu. Aquest solo evoca una sonoritat gitana a través de les seves inflexions rítmiques, harmòniques i estilístiques. L’obra es tanca amb una secció ràpida que recorda els últims quartets de corda de Bartók.

## Antecedents i Segona Guerra Mundial
El Divertimento per a orquestra de corda és l'última obra de Bartók composta just abans de fugir d'Hongria i d'emigrar als Estats Units durant l'esclat de la Segona Guerra Mundial. A causa del menyspreu de Bartók pel règim nazi i l’actitud política impopular d’Hongria, va deixar de fer concerts i va finalitzar el seu contracte de publicació a Alemanya. El 1938, Bartók va començar a enviar de manera gradual els seus manuscrits més valuosos i, el 1940, Bartók i la seva dona, Ditta Pásztory, es van traslladar a la ciutat de Nova York. Aquell mateix any, Hongria es va unir a l'aliança de l'Eix i l'1 de juliol de 1941 va entrar en guerra al costat d'Alemanya.

## El patró de Bartók
Sovint es diu que Paul Sacher va ser una mica pioner, ja que va dirigir i encarregar aproximadament un centenar d'obres de destacats compositors del segle XX. El 1936 Sacher va encarregar la celebrada obra de Bartók, Música per a corda, percussió i celesta, per al desè aniversari de l'Orquestra de Cambra de Basilea. Tot just tres anys després, Sacher va encarregar un nou treball, menys exigent i per a un conjunt de vint-i-dos músics. El treball anterior per encàrrec de Bartók es va trobar que era extremadament difícil i Sacher buscava alguna cosa amb l'esperit del segle XVIII, quelcom més senzill. El resultat de la petició de Sacher va ser el Divertimento per a orquestra de corda, BB 118. Bartók va compondre la peça sorprenentment en uns quinze dies, del 2 al 17 d'agost. Sacher va proporcionar a Bartók allotjament a la casa de camp de la seva família, el Chalet Aellen, a Saanen (Berna), Suïssa, durant el temps que va passar component. Per ajudar Bartók en l'escriptura de l'obra, Sacher li va proporcionar un piano i un cuiner a disposició. Només un dia després d'acabar la composició, el 18 d'agost de 1939, Bartók va escriure al seu fill gran, Béla, amb entusiasme i notícies sobre la seva composició.
"De alguna manera em sento com un músic d’altres temps; el convidat d’un mecenes de les arts. Perquè aquí estic, com sabeu, totalment a càrrec dels Sacher; ells s’encarreguen de tot –des de la distància. En una paraula, visc sol– en un objecte etnogràfic: una autèntica casa de camp. Els mobles no són del tot adequats, però són molt millor, perquè són l’última paraula en comoditat. Fins i tot van portar un piano des de Berna per a mi… Per sort, la feina va anar bé, i la vaig acabar en només 15 dies (una peça d’uns 25 minuts), vaig acabar-la ahir… Els diaris estan plens d’articles militars, han pres mesures de defensa als passos més importants, etc. –preparatius militars. També em preocupa si podré tornar a casa des d’aquí si passa això o allò. Per sort, puc treure’m aquesta preocupació del cap si cal…"- Béla Bartók

## Interpretació
Potser el repte més gran a què s’enfronta el director i l’ensemble que es decideixen a interpretar aquesta obra és entendre-la dins de l’obra de Bartók. La música de Bartók ha assolit ara la "seriosa" estatura i consideració que mereix, i, tot i això, amb aquest respecte arriba un enfocament sobre l’estructura de la música, les seves forces retòriques, els seus elements tonals i rítmics altament evolucionats.
Un cop d'ull ràpid a la partitura demostra que, tot i que Bartók va escriure el Divertimento molt ràpidament, va continuar proporcionant les seves habituals i altament detallades instruccions per a l’execució. Els primers 24 compassos contenen dos allargando molt coordinats, que serveixen per exagerar el ritme lleugerament descompensat i el sentit de la impulsió melòdica. Bartók canvia de timbres contínuament en aquest moviment alternant entre el tutti de les cordes i els solistes. El primer error que pot cometre un director és permetre que els seus solistes toquin amb l'actitud típica de solista orquestral d'"ara és la meva oportunitat per ser escoltat". Pràcticament totes les parts solistes del primer moviment estan marcades en piano o mezzo-piano, i sovint s'insereixen entre les afirmacions fortes del tutti de les cordes. Clarament, reduint dràsticament tant les forces musicals com la dinàmica escrita, Bartók estava buscant alguns canvis força extrems de massa sonora. Aquests canvis serveixen per augmentar el caràcter viu i espontani del moviment.
Bartók també és conegut per les seves marques de tempo, "... meticulós en els temps precisos de les seves obres, fins a segons, sovint mostrant la durada de cada secció d'un moviment". Els temps exactes es donen a la partitura de Divertimento, i les marques de tempo es donen amb precisió. El segon moviment inclou 14 marques de metrònom diferents en només 74 compassos de música, amb mesures de 50 a 54 cadascuna amb la seva pròpia marca de metrònom. Els enregistraments que s'adhereixen als temps donats tendeixen a mostrar la típica brillantor de Bartók en els moviments exteriors, i l'atmosfera de "música nocturna" adequadament lànguida al moviment mitjà.